# Pinguicula emarginata
Pinguicula emarginata  ist eine fleischfressende Pflanze aus der Gattung der Fettkräuter (Pinguicula) in der Sektion Temnoceras.

## Beschreibung
Pinguicula emarginata ist eine ausdauernde Pflanze, wächst ganzjährig und bildet keine Winterrosette, ist also als tropisch-homophylles Fettkraut einzuordnen. 
Sie bildet eine bodenständige Blattrosette aus fünf bis sechzehn elliptischen bis umgekehrt-eiförmigen Blättern, die 10 bis zu 50 Millimeter lang und 5 bis 22 Millimeter breit werden und am Rand leicht nach oben gerollt sind. 
An ein bis sieben 40 bis 100 Millimeter langen, aufrechten und fadenförmigen Blütenstandsachsen sitzen die – einschließlich des Sporns – 10 bis 16,5 mm langen und 8 bis 13 Millimeter breiten, endständigen Einzelblüten. Der Kelch ist zweilippig, die Oberlippe besteht aus drei länglich-runden bis länglich-rund lanzettlichen, nur am Ansatz verwachsenen Lappen, die 1,6 bis 2,5 Millimeter lang und 0,5 bis 0,8 Millimeter breit sind, die Unterlippe aus zwei länglich-runden bis länglich-rund lanzettlichen, im unteren Drittel verwachsenen Lappen, die 1,5 bis 2 Millimeter lang und 0,3 bis 0,7 Millimeter breit sind. Die Krone ist ebenfalls zweilippig, von weißer Grundfarbe und mit violetter Nervatur. Die Oberlippe ist deutlich kürzer als die Unterlippe, in zwei länglich-runde bis annähernd quadratische Lappen geteilt und 2 bis 4 Millimeter lang und breit. Die Unterlippe ist dreilappig, 3,3 bis 6,2 Millimeter lang und 2 bis 5 Millimeter breit, die Lappen sind spatel- bis umgekehrt-eiförmig.
Die Pflanze ist nicht selbststeril, benötigt jedoch eine Fremdbestäubung.
Die Chromosomenzahl beträgt 2n = 22.

## Verbreitung
Zu finden ist Pinguicula emarginata hauptsächlich in der Gegend von Atzalan im Bundesstaat Veracruz (Mexiko) in Felsnischen (aber auch auf senkrechten Felsen) in ca. 1400 m Höhe. Man kann die Pflanze auch im angrenzenden Bundesstaat Puebla finden – und zwar zwischen Teziutlan und Tlapacoyan in einer Höhe von ca. 1550 m in Felsnischen des Nebelwaldes.
Das mexikanische Hochland dieser Gegend ist subtropisch und besitzt eine hohe Luftfeuchtigkeit, (daher gibt es auch viele Bromelien und Orchideen in dieser Gegend). Die Pflanzen sind an halbschattigen Stellen zu finden und wachsen (oft in Kolonien) auf Sandsteinfelsen, die nur mit einer dünnen Humus- oder Algenschicht bedeckt sind.